# Francesco Spagnuoli
Francesco Spagnuoli, Francesco Spagnoli ou encore Franceso Spagnuoli, est un dessinateur et graveur néo-classique italien du XIXe siècle actif à Bologne.

## Biographie
Né à Bologne à une date inconnue, Francesco Spagnuoli a commencé sa carrière artistique en étant élève de Francesco Rosaspina dont il a effectué le portrait avec Gaetano Guadagnini. Il était actif de 1834 à 1871 et travaillait la plupart du temps au dessin et au burin. Il a travaillé notamment sur les portes de la Basilique San Petronio de Bologne à la gravure avec Ercole Seccadenari comme ingénieur et sculpteur, Virgilio Davia à l'illustration et Giuseppe Guizzardi à la conception.

## Œuvres
Liste non-exhaustive de ses œuvres :
- Le sculture delle porte di san petronio in Bologna, gravure, XIXe siècle, Basilique San Petronio de Bologne;
- Zani Materiali per servire alla Storia dell'Intaglio in rame ec., dessins de Francesco Spagnuoli et Francesco Rosaspina, gravés et publiés par Giuseppe Vallardi, XIXe siècle, Bologne[3];
- Ritratto di Francesco Rosaspina, dessin de Francesco Spagnuoli, gravé par Gaetano Guadagnini (eaux-fortes et burin, 115 × 114 mm, avant 1860, Musei Civici di Monza)[4];
- San Giovanni Battista, gravure, 1845, Galleria Fiorentina;
- Ritratto di Stefano Gobatti (en), gravure, vers 1870, New York Public Library.

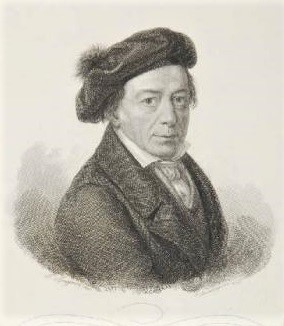
Ritratto di Francesco Rosaspina Avant 1860
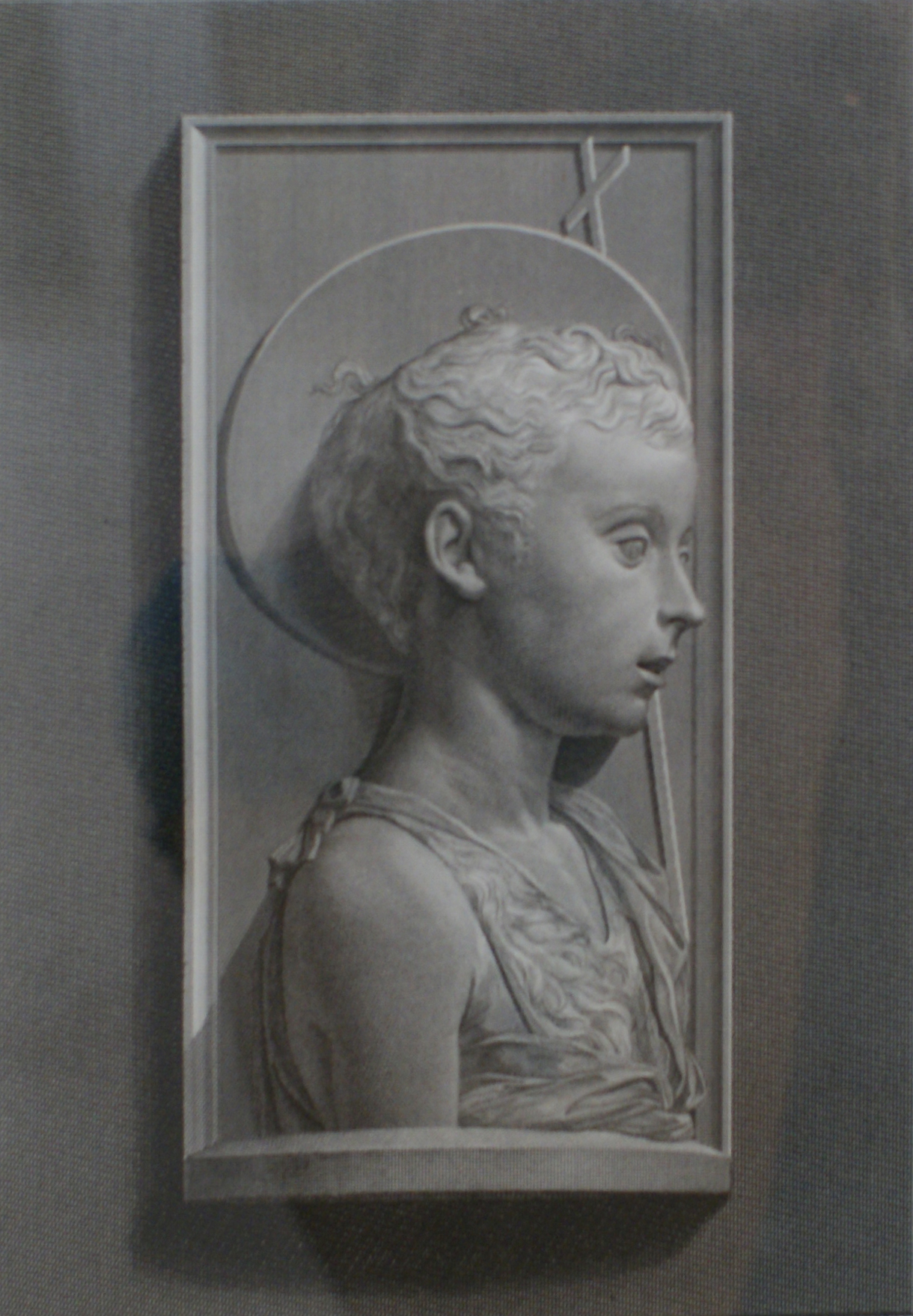
San Giovanni Battista Avant 1845
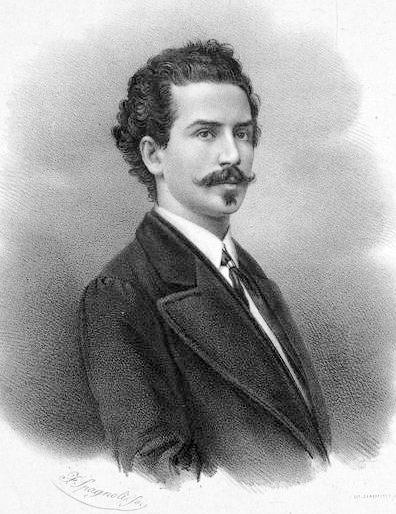
Ritratto di Stefano Gobatti vers 1870